# João Amoêdo

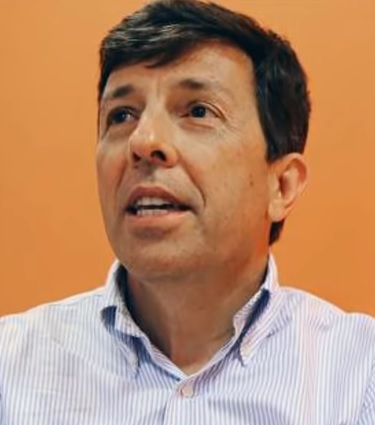
João Amoêdo

João Dionisio Filgueira Barreto Amoêdo, bekannt als João Amoêdo, (* 22. Oktober 1962 in Rio de Janeiro) ist ein brasilianischer Bankier, Ingenieur, Firmenmanager und Politiker. Er war Mitgründer der 2011 gegründeten liberalen Neuen Partei (NOVO) und bis 2017 und erneut in den Jahren 2019 bis 2020 deren Präsident. 2018 war er Präsidentschaftskandidat seiner Partei bei den Wahlen in Brasilien 2018.

## Leben
Amoêdo ist der Sohn des Radiologen Armando Rocha Amoêdo und der Firmenbesitzerin Maria Elisa Filgueira Barreto. Er studierte Ingenieurswesen an der Universidade Federal do Rio de Janeiro (UFRJ) und hat seit 1984 einen Abschluss in Firmenmanagement der Katholischen Universität von Rio de Janeiro (PUC-Rio).
Er ist aktiver Sportler und absolvierte sechsmal den Triathlon Ironman und 10 Marathonläufe. Nach einer Diagnose von Lymphdrüsenkrebs kehrte er 2010 in das Geschäftsleben zurück. Amoêdo ist mit Rosa Helena Nasser verheiratet, mit der er drei Kinder hat.
Bei der Offenlegung der Vermögensverhältnisse anlässlich der Präsidentschaftswahl 2018 gab er im August 2018 ein Vermögen von R$ 425 Millionen an.